# Ludwig Lürman
Johann Ludwig Lürman (Bremen, 9 juli 1885 – Hamburg, 7 maart 1950) was een Duits componist en arrangeur.

## Levensloop
Van deze componist is niet veel bekend. Hij studeerde aan het conservatorium van Leipzig (1906-1909), en was werkzaam als componist en arrangeur in Leipzig en later in Hamburg. Naast bewerkingen van diverse werken van Karl Ditters von Dittersdorf schreef hij ook eigen werk. 

## Composities

### Werken voor orkest
- 1921 Vorspiel zu einer Kömodie, voor groot orkest, op. 6
- Sinfonie Es-Dur, voor groot orkest, op. 8
- Concertino, voor groot orkest, op. 9
- Ruf zur Freude, voor orkest, op. 20
- Heldischer Vorspruch, voor groot orkest, op. 24
- Serenaden-Musik, voor orkest, op. 25
- 1943 Beschwingtes Zwischenspiel, voor groot orkest, op. 27

### Werken voor harmonieorkest
- 1936 Festlicher Aufklang, op. 15
- Festlicher Marsch

### Vocale muziek

#### Werken voor koor
- Flughymne, voor unisono mannen-(soldaten)koor, koperblazers en slagwerk, op. 11 nr. 1 - tekst: Christian Ram
- Jedem Ehre, voor gemengd koor (of mannenkoor) en orkest, op. 11 nr. 2 - tekst: Ferd. Freiligrath
- Zum neuen Jahr, voor gemengd koor (of mannenkoor) a capella, op. 12 nr. 1
- Wir bauen, voor mannenkoor, op. 12 nr. 2
- Wandern, voor mannenkoor, op. 12 nr. 3

### Kamermuziek
- Strijkkwartet, op. 13